# وال لین (آریزونا)
وال لین (به انگلیسی: Wall Lane) یک منطقهٔ مسکونی در ایالات متحده آمریکا است که در شهرستان یوما، آریزونا واقع شده‌است. وال لین ۱٫۱۳ کیلومتر مربع مساحت و ۲٬۳۸۰ نفر جمعیت دارد و ۳۴٫۱۴ متر بالاتر از سطح دریا واقع شده‌است.